# حدس هاج
در ریاضیات، حدس هاج یک مسئله مهم حل نشده در هندسه جبری و هندسه مختلط است که توپولوژی جبری یک گونه جبری مختلط غیرمفرد را به زیرشاخه‌های آن مرتبط می‌کند. به زبان ساده، حدس هاج ادعا می‌کند که اطلاعات توپولوژیکی پایه مانند تعداد سوراخ‌ها در فضاهای هندسی خاص، گونه جبری مختلط، را می‌توان با مطالعه شکل‌های زیبای ممکن در داخل آن فضاها، که شبیه ریشه‌های معادلات چند جمله‌ای هستند، درک کرد. اجسام اخیر را می‌توان با استفاده از جبر و توابع تحلیلی مورد مطالعه قرار داد، و این به شخص اجازه می‌دهد تا به‌طور غیرمستقیم شکل و ساختار وسیع فضاهای اغلب با ابعاد بالاتر را که در غیر این صورت به راحتی قابل تجسم نیست درک کند.
به‌طور خاص، حدس بیان می‌کند که برخی از کلاس‌های کوهمولوژی د. رام جبری هستند؛ یعنی مجموع دوگان پوانکاره از کلاس‌های همولوژی زیر واریته‌ها هستند. این توسط ریاضیدان اسکاتلندی ویلیام والانس داگلاس هاج در نتیجه کار در بین سالهای ۱۹۳۰ و ۱۹۴۰ برای غنی سازی توصیف کوهمولوژی د. رام به منظور گنجاندن ساختار اضافی که در مورد گونه‌های جبری مختلط وجود دارد، فرموله شد. قبل از اینکه هاج آن را در سخنرانی کنگره جهانی ریاضیدانان در سال ۱۹۵۰، که در کمبریج، ماساچوست برگزار شد، توجه کمی به آن جلب شد. حدس هاج یکی از مسائل جایزه هزاره انجمن ریاضی کلی است که برای هر کسی که بتواند حدس هاج را اثبات یا رد کند، جایزه ۱٬۰۰۰٬۰۰۰ دلاری دارد.

## مسئله
فرض کنید {\displaystyle X} یک منیفولد مختلط فشرده با بعد مختلط {\displaystyle n} باشد. سپس {\displaystyle X} یک منیفولد هموار جهت‌پذیر با بعد حقیقی {\displaystyle 2n} است؛ بنابراین گروه‌های کوهمولوژی آن در درجه‌های صفر تا {\displaystyle 2n} قرار دارند. فرض کنید {\displaystyle X} یک منیفولد کاهلر است، به طوری که کوهمولوژی آن با ضرایب مختلط تجزیه می‌شود.
{\displaystyle H^{n}(X,\mathbb {C} )=\bigoplus _{p+q=n}H^{p,q}(X),}
که در آن {\displaystyle H^{p,q}(X)} زیر گروه کلاس‌های کوهمولوژی است که با فرم‌های هارمونیک از نوع {\displaystyle (p,q)} نشان داده می‌شود. به این معنا که این‌ها کلاس‌های کوهمولوژی هستند که با فرم‌های دیفرانسیلی نشان داده می‌شوند که در برخی از مختصات {\displaystyle z_{1},\ldots ,z_{n}} می‌توانند به صورت ضرب چند تابع هارمونیک نوشته شوند:
{\displaystyle dz_{i_{1}}\wedge \cdots \wedge dz_{i_{p}}\wedge d{\bar {z}}_{j_{1}}\wedge \cdots \wedge d{\bar {z}}_{j_{q}}.}
اعمال ضرب خارجی روی این توابع هارمونیک باعث تطبیق آن با ضرب فنجانی در کوهمولوژی می‌شود، پس ضرب فنجانی با ضرایب مختلط با تجزیه هاج سازگار است:
{\displaystyle \smile \colon H^{p,q}(X)\times H^{p',q'}(X)\rightarrow H^{p+p',q+q'}(X).}
از آنجایی که {\displaystyle X} یک منیفولد جهت پذیر فشرده‌است ، {\displaystyle X} یک کلاس بنیادی دارد و بنابراین {\displaystyle X} انتگرال پذیر است.
فرض کنید {\displaystyle Z} یک زیر منیفلد مختلط از {\displaystyle X} با بعد {\displaystyle k} باشد، و فرض کنید {\displaystyle i\colon Z\to X} یک نگاشت شمول باشد. فرم دیفرانسیلی {\displaystyle \alpha } را از نوع {\displaystyle (p,q)} انتخاب کنید. اکنون می‌توان از {\displaystyle \alpha } روی {\displaystyle Z} با استفاده از نگاشت عقب بر {\displaystyle i^{*}} ، انتگرال بگیریم:
{\displaystyle \int _{Z}i^{*}\alpha }